# Булгаков, Владимир Петрович
Влади́мир Петро́вич Булга́ков (укр. Володимир Петрович Булгаков; 1 января 1947 или 8 февраля 1947, Шатава, Каменец-Подольская область — 18 мая 2003, Львов) — советский и украинский футболист и тренер. Играл на позиции атакующего полузащитника. Мастер спорта СССР (1969), Заслуженный тренер УССР (1983).

## Биография
Владимир Булгаков был воспитанником клубов «Динамо» (Хмельницкий) и «Динамо» (Киев). В 1965 году стал чемпионом СССР среди юношей.
Первый матч в составе львовских «Карпат» сыграл 20 августа 1966 года в матче против «Волги» (Калинин). В составе львовского клуба провёл 6 сезонов, сыграл 126 матчей и забил 26 голов.
17 августа 1969 года забил победный гол в финале Кубка СССР.
В 1972 году продолжил игровую карьеру в СК Луцк, а следующий сезон провёл в николаевском «Судостроителе» (оба клуба выступали во второй лиге). В 1975 году сыграл 17 матчей за харьковский «Металлист» в первой советской лиге, после чего стал помощником главного тренера «Металлиста».
Окончил Львовский государственный университет физической культуры и Высшую школу тренеров в Москве.
В 1983 году Владимиру Булгакову было присвоено звание «Заслуженный тренер УССР». В качестве наставника СКА «Карпаты» дважды завоёвывал бронзовые медали первой лиги СССР (в 1984 и 1985 годах). Был тренером возрождённых «Карпат» (1990).
В 1-й половине 1992 возглавлял польский клуб 2-й лиги «Корона».
Владимир Булгаков умер после сердечного приступа 18 мая 2003 года во Львове. Похоронен на Брюховичском кладбище
24 июля 2014 года на доме, где жил Владимир Булгаков, была установлена мемориальная доска.

## Достижения (как игрок)
- Чемпион СССР среди юношей: 1965
- Обладатель Кубка СССР: 1969

## Достижения (как тренер)
- Финалист Всемирной Спартакиады Дружественных Армий: 1984[источник не указан 2348 дней]